# Sciapus macalpinei
Sciapus macalpinei är en tvåvingeart som beskrevs av Daniel J. Bickel 1994. Sciapus macalpinei ingår i släktet Sciapus och familjen styltflugor. Inga underarter finns listade i Catalogue of Life.